# Zalesie (gmina Szydłowo)
Zalesie – wieś sołecka w Polsce, położona w województwie mazowieckim, w powiecie mławskim, w gminie Szydłowo.
W latach 1975–1998 miejscowość należała administracyjnie do województwa ciechanowskiego.
Wcześniej miejscowość była nazywana Garlino-Zalesie.